# Beijie, Guangdong
Beijie (kinesiska: 北界) är en köping i sydöstra Kina. Den ligger i Xinyi i staden Maoming i provinsen Guangdong, omkring 270 kilometer väster om provinshuvudstaden Guangzhou. Antalet invånare är 55 298. Befolkningen består av 27 863 kvinnor och 27 435 män. Barn under 15 år utgör 31 %, vuxna 15-64 år 57 %, och äldre över 65 år 10,0 %.